# Fondation du protestantisme
La Fondation du protestantisme est une œuvre sociale, reconnue d'utilité publique, issue de la volonté des Églises protestantes de France de se doter d'un outil qui leur permette de mieux gérer leur patrimoine ainsi que les organisations et les œuvres auxquelles elles apportent leur soutien, sous une forme moderne et dans le respect des valeurs du protestantisme.
Elle a été reconnue d'utilité publique par un décret du 31 juillet 2001.

## Historique
La Fondation du protestantisme a été créée en 2001 à l'initiative des personnes morales et physiques suivantes :
- Fondation d'action sociale et culturelle du Pays de Montbéliard (fondation Arc-en-Ciel)
- Fondation de l’Armée du salut
- Fondation John Bost
- Maison de Santé protestante de Bordeaux-Bagatelle
- Fondation Paumier-Vernes
- Fondation des Pasteurs retraités des Églises réformées de France
- Fondation protestante Sonnenhof
- Fondation Saint-Thomas
- Association des Étudiants protestants de Paris
- Association des Œuvres d'assistance et de bienfaisance de la Cause
- Association Foi et Vie
- Association pour les familles pastorales (APFP)
- Église réformée de France
- Église réformée de l'Oratoire du Louvre
- Fédération de l'entraide protestante
- Fédération française des associations chrétiennes d'étudiants (FFACE, « La Fédé »)
- Œuvres et Institutions des Diaconesses de Reuilly (OIDR)
- Service protestant de Mission (Défap)
- Société de l'histoire du protestantisme français (SHPF)
- Raymond Gouloumès, Emmanuel Hottinguer, François Hottinguer, Jean-Conrad Hottinguer et Jean-Philippe Hottinguer

Les buts initiaux de la Fondation consistaient essentiellement à protéger du patrimoine (notamment immobilier), et à soutenir des projets d'Église.

### Valeurs
Issue du protestantisme, la Fondation se réclame des valeurs de fraternité, d'intégrité et d'ouverture à son prochain.

### Personnalités marquantes
Outre les personnalités plus directement attachées à l'Église protestante, la Fondation du protestantisme compte également parmi ses membres des personnes qui font partie du paysage politique et social français. Parmi ces membres, on peut citer :
- Pierre Joxe, magistrat, ancien ministre, a assuré la présidence de la fondation de 2001 (date de sa création) à 2016.
- Patrick Peugeot, ancien chef d'entreprise et ancien conseiller à la Cour des comptes, a occupé entre 2015 et 2017 le poste de trésorier de la Fondation.
- Christine Lazerges, femme politique, professeur de droit privé et sciences criminelles à la Sorbonne, présidente de la Commission nationale consultative des droits de l'homme (CNCDH), est membre du conseil de la fondation.
- Antoine Durrleman, membre de la Cour des comptes, ancien directeur général de l'APHP et ancien directeur de l'ENA, préside la Fondation du Protestantisme depuis le 1 janvier 2022.
- Thierry Peugeot, industriel français, directeur général de Slica de 1997 à 2000 et président du conseil de surveillance du groupe PSA Peugeot Citroën de 2002 à 2014.
- Guillaume De Seynes, directeur général pôle amont et participations d'Hermès International.
- Pasteur François Clavairoly, président de la Fédération protestante de France de 2013 à 2022
- Sylvie Hubac, Haut-fonctionnaire, Directrice du cabinet du président de la République française de 2012 à 2015, Présidente de la section de l'Intérieur du Conseil d’État entre 2018 et 2023.
- Christian Albecker, président du Conseil de l'Union des Églises protestantes d'Alsace et de Lorraine (UEPAL) et président du directoire de l’Église protestante de la Confession d'Augsbourg d'Alsace et de Lorraine (EPCAAL)

## Gouvernance
La Fondation du protestantisme s'organise autour d'un Bureau, d'un Conseil, de plusieurs comités, et d'une structure administrative chargée des tâches de gestion courante.

### Membres du bureau
En 2023, le bureau comporte les membres suivants :
- Président : Antoine Durrleman
- Vice-président : Pasteur Christian Krieger, président de la Fédération protestante de France
- Vice-président : Carole de Saint-Affrique
- Secrétaire Général : Jean-Nicolas Fichet
- Trésorier : Christian Klein

### Membres du conseil
Le conseil se divise en deux collèges. Le premier de ces collèges représente les membres fondateurs, et le second rassemble les personnalités qualifiées. Outre les membres de ces collèges, le conseil accueille également deux commissaires du gouvernement, l'un issu du ministère de l'Intérieur et l'autre du ministère des Finances.

#### Collège des fondateurs
En 2023, le collège des fondateurs comporte les membres suivants :
- Au titre des fonctions exercées à la Fédération protestante de France : pasteur Christian Krieger et Charles-Henri Malécot.
- Membres nommés par la Fédération protestante de France : Guillaume De Seynes et Patrick Rolland.
- Membres nommés par les autres fondateurs : Marc Urban, Hélène Beck et Denis Richard

#### Collège des personnalités qualifiées
En 2023, ce collège rassemble les membres suivants : Jean-Nicolas Fichet, Sylvie Hubac, Carole de Saint-Affrique, Christian Klein, Antoine Durrleman, Patrick Lagarde, Michele Larchez et Thierry Peugeot.

### Structure administrative
Elsa Bouneau, ancienne présidente de la Fédération du scoutisme français, a occupé de 2013 à 2023 le poste de directrice de la Fondation du protestantisme. Elle est aidée dans sa tâche par quatre salariés permanents.

## Objectifs et missions
Les objectifs initiaux de la Fondation ont rapidement été étendus, et incluent désormais un soutien moral et matériel à toutes les initiatives d'intérêt général à caractère philanthropique, éducatif, scientifique, social, humanitaire, familial ou culturel, et la fourniture à ces initiatives d'un cadre juridique qui leur permette de mener à bien leurs actions. Par ailleurs, les statuts actuels de la Fondation rappellent qu'elle a également vocation à rassembler les contributions qui lui sont adressées, et à rechercher auprès des pouvoirs publics et des autres organismes compétents les concours moraux, techniques et financiers susceptibles d'être utiles à ses projets.
Elle organise son action autour de quatre missions sociales 
- Fraternité
- Culture et loisirs
- Solidarité Internationale
- Patrimoine

## Spécificités

### Moyens d'intervention
La Fondation du protestantisme a la capacité d’intervenir par deux moyens spécifiques sur les œuvres qu'elle souhaite accompagner :
- en créant elle-même des fondations individuelles,
- en soutenant directement des organismes d’intérêt général.

### Fondations individuelles
De nombreuses fondations individuelles font partie de la Fondation du protestantisme. Parmi les plus connues de celles-ci, on peut notamment citer l'Action des chrétiens pour l'abolition de la torture (ACAT), La Cimade, le Défap, la fondation John Bost ou encore l'organe de presse hebdomadaire Réforme. Une liste plus complète des fondations individuelles figure ci après.

## Financement
La Fondation du protestantisme est financée par les dons des particuliers, des entreprises et des collectivités.
En tant que fondation reconnue d'utilité publique, elle permet aux fondations individuelles qu'elle crée d'ouvrir droit pour leurs donateurs à des déductions fiscales.

## Réalisations marquantes
Parmi les projets, achevés ou à venir, qui sont concernés par le soutien de la Fondation, on peut citer :
- La participation aux actions d'urgence et aux projets de solidarité à Haïti pour un montant de plus de 350 000 euros[7] (2010).
- Le foyer pour apprentis Jacques Ellul[8] de Bordeaux (2015).
- Le développement et la modernisation de l'EHPAD «Les Trois Sources»[9], établissement géré par la fédération individuelle Eau Vive 29 à Loperhet (2017).
- Le complexe MLK (Martin Luther King)[10] de Créteil (2018), inauguré en septembre 2021[11].
- Le Carrousel à Montpellier [12]
- Solidarité Protestante Ukraine [13],[14]

Quelques projets ayant reçu le concours de la Fondation du protestantisme
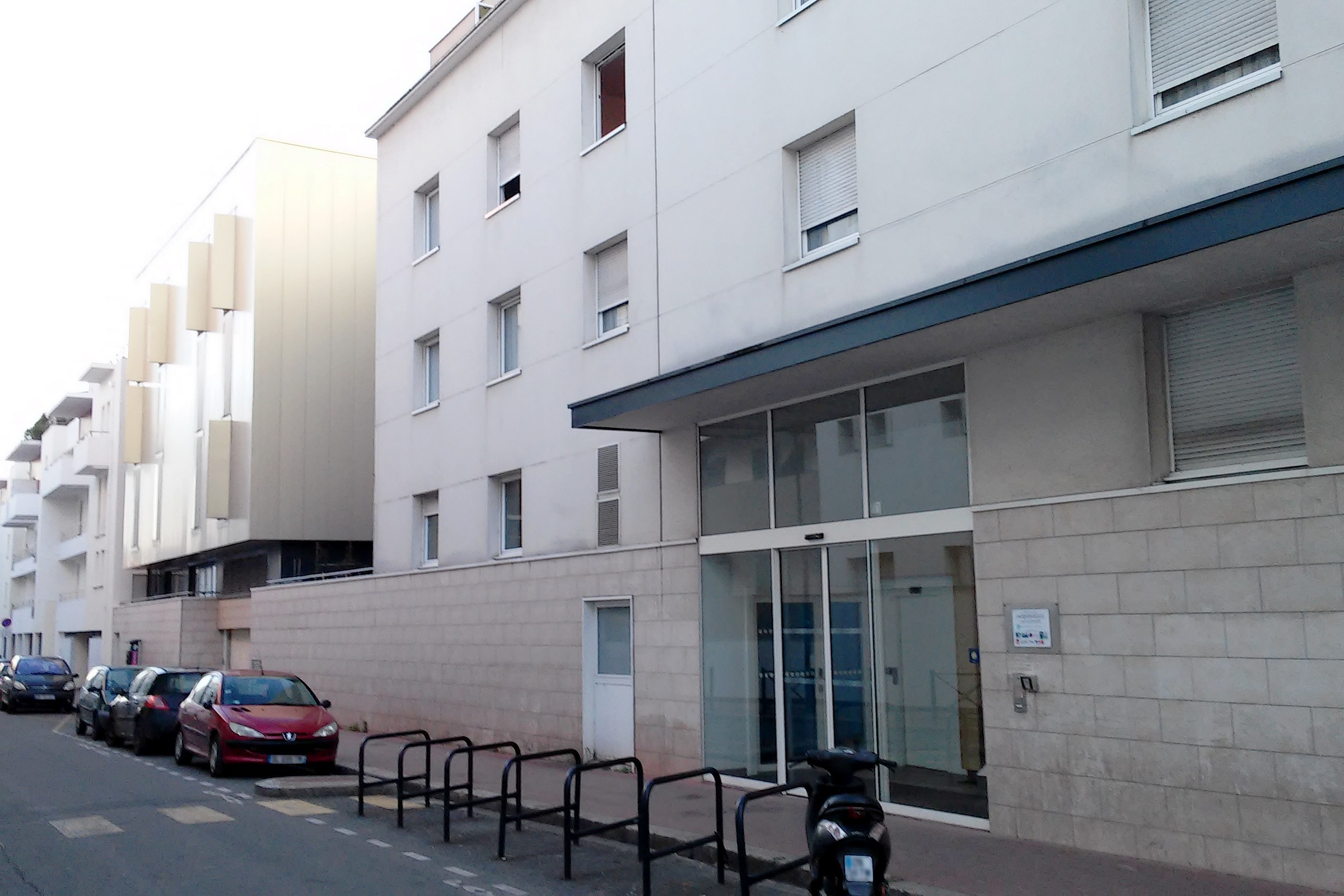
Foyer de jeunes travailleurs Jacques-Ellul à Bordeaux.

## Chiffres clés
En 2022, la Fondation du protestantisme a publié les données ci-après pour illustrer son fonctionnement et ses actions :
- 61 fondations individualisées (abritées) et 31 organismes agréés sont regroupés au sein de la Fondation du protestantisme ;
- la structure administrative de la Fondation emploie 6 salariés ;
- la stratégie de la Fondation est établie par cinq comités qui rassemblent 27 bénévoles ;
- la Fondation gère 72 immeubles ou ensembles immobiliers ;
- 64 appartements sont loués à des tiers avec une finalité sociale ;
- le patrimoine total de la Fondation dépasse les 137 millions d'euros ;
- les dons recueillis par la Fondation durant l'année 2016 s'élèvent à 3 951 046 euros ;
- les donateurs sur l'année 2017 sont au nombre de 3 873, dont 176 institutionnels.